# Encoma irisaria
Encoma irisaria là một loài bướm đêm trong họ Geometridae.